# Emmanuele Aita
Emmanuele Aita (Palermo, 28 ottobre 1983) è un attore italiano.

## Biografia
Nasce a Palermo nel 1983. Fratello maggiore di Dario Aita, anch'egli attore, dopo aver conseguito la maturità scientifica si diploma nel 2012 alla scuola di recitazione del Teatro Stabile di Genova.
Nel 2015, fa il suo debutto sul piccolo schermo nella serie TV per la Rai L'allieva, tratta dai romanzi di Alessia Gazzola, con la regia di Luca Ribuoli, Fabrizio Costa e Lodovico Gasperini, nel ruolo di Paolone.
Nel 2016 interpreta il ruolo di Marco Ferreri nel film Il mio Godard, per la regia di Michel Hazanavicius.
Nel 2017 entra a far parte del cast di Suburra - La serie, con la regia di Michele Placido, Andrea Molaioli, Giuseppe Capotondi, Piero Messina, interpretando per tre stagioni il personaggio di Ferdinando Badali.
Sempre nel 2017 è protagonista del film Taranta on the Road, con la regia di Salvatore Allocca.
Il 2021 lo vede protagonista di un secondo progetto internazionale Zlatan, film di produzione svedese sulla vita del calciatore Zlatan Ibrahimović, per la regia di Jens Sjögren, nel ruolo di Mino Raiola.

## Filmografia

### Cinema
- Il mio Godard, regia di Michel Hazanavicius (2016)
- La Prova regia di Ninni Bruschetta (2017)
- Taranta on the Road, regia di Salvatore Allocca (2017)[7]
- Blackout Love, regia di Francesca Marino (2021)
- Zlatan (Jag Är Zlatan), regia di Jens Sjögren (2021)
- Il mammone, regia di Giovanni Bognetti (2022)
- Esterno notte, regia di Marco Bellocchio (2022)
- I racconti della domenica, regia di Giovanni Virgilio (2022)

### Televisione
- L'Allieva – serie TV (2016-2020)
- Suburra – serie TV (2017-2020)
- Solo 2 – serie TV (2018)
- La concessione del telefono - C'era una volta Vigata, regia di Roan Johnson – film TV (2020)
- Solo per passione - Letizia Battaglia fotografa, regia di Roberto Andò – miniserie TV (2022)
- Maria Corleone – serie TV (2023)
- I leoni di Sicilia – serie TV (2023)
- Suburræterna – serie TV, episodio 1x01 (2023)
- Kidnapped: The Chloe Ayling Story - Serie Tv (2024)
- Doppio gioco, regia di Andrea Molaioli – miniserie TV (2025)

### Webserie
- Le cose brutte, regia di Ludovico Bessegato (2013)

## Teatrografia
- Quattro selezionati spettatori, regia di Franco Carollo (2005)
- Tingletangel di Karl Valentin, regia di Emmanuele Aita, Rodolfo Ciulla, Rosalinda Uzzo (2005)
- Ma non è una cosa seria di Luigi Pirandello, regia di Cesare Fasciana (2007)
- Non ti pago di Eduardo De Filippo, regia di Cesare Fasciana (2008)
- Margarete in Aix di Peter Hacks, regia di Annalaura Messeri (2011)
- Io sono nata portata via da tutto di Marina Ivanovna Cvetaeva, regia di Annalaura Messeri (2011)
- Gli Occhi impareranno a guardare, regia di Igor Chierici (2011)
- Offices di Joel ed Ethan Coen, regia di Matteo Alfonso (2012)
- Macbeth di William Shakespeare, regia di Massimo Mesciulam (2012)
- Passi Affrettati di Dacia Maraini, regia di Dacia Maraini (2012)
- Richiamo per fagiani, regia di Igor Chierici (2013)
- Pre-Amleto di Michele Santeramo, regia di Veronica Cruciani (2013)
- Aspettando Godot di Samuel Beckett, regia di Elena Sbardella (2013)
- Trenofermo a Katzelmacher, regia di Dario Aita, Elena Gigliotti (2013)
- Il Macello di Giobbe di Fausto Paravidino, regia di Fausto Paravidino (2014)
- Amleto di William Shakespeare, regia di Ninni Bruschetta (2015)
- Progetto Ligabue - Toni sul Po, regia di Mario Perrotta, Andrea Paolucci (2015)
- La Cucina di Arnold Wesker, regia di Valerio Binasco (2016-2018)
- Non un'Opera buona di Michele Segreto, regia di Mario Scandale (2017)
- Uno sguardo dal ponte di Arthur Miller, regia di Valerio Binasco (2020)
- Perfetti Sconosciuti, regia di Paolo Genovese (2023/2024)
- L’Ultima Estate di Claudio Fava, regia di Chiara Callegari (2024)

## Premi e riconoscimenti
- 2012 - Premio Hystrio - Premio Hystrio alla Vocazione per attori Under 30 (Ex aequo con Mauro La Mantia)[8]
- 2017 - Candidato al “48h Film Project” come miglior attore per il cortometraggio Nel silenzio di Dario Aita